# Марк Виниций (консул 19 пр.н.е.)
Марк Виниций (на латински: Marcus Vinicius; Vinucius; † сл. 4 г.) e римски политик и генерал по времето на Октавиан Август (упр. 27 пр.н.е. – 14 г.).

## Биография
Произлиза от фамилията Виниции от Калес в Кампания. След претурата си през 25 пр.н.е. e управител на провинция Галия Комата (Gallia Comata), където се бие успешно против галите. След това e легат в Ахея. След службата си homo novus Виниций става през 19 пр.н.е. суфектконсул, заедно с Гай Сентий Сатурнин и Квинт Лукреций Веспилон.
От 14 до 8 пр.н.е. той командва войските на Балканския полуостров, където се бие през 13 пр.н.е. успешно във войната срещу панонците (Bellum Pannonicum). Между 11 и 9 пр.н.е. Виниций е управител на провинция Илирия.
От 1 г. до 3/4 г. той е командир в Германия, която не е още провинция и там се бие против едно германско въстание, потушено от неговия приемник Тиберий, доведеният син на Август. Виниций получава за успехите си ornamenta triumphalia.
Виниций е в жреческата колегия на 15 мъже за даване на жертвоприношения (Quindecimviri Sacris Faciundis) и е сприятелен с Август.

## Фамилия
Виниций е баща на Публий Виниций (консул през 2 г.) и дядо на Марк Виниций (консул 30 г. и 45 г.), който през 33 г. се жени за Юлия Ливила, дъщеря на Германик и Агрипина Старша и сестра на Калигула.